# あつまれ!笑顔
「あつまれ!笑顔」（あつまれ!えがお）は、NHK教育テレビの『おかあさんといっしょ』で、1999年2月の「今月の歌」として放送された楽曲。作詞・作曲：速水けんたろう、編曲：池毅。
オリジナルは、当時の歌のお兄さんだった速水けんたろう、歌のお姉さんだった茂森あゆみによって歌われた。